# زيان فليمينغ
زيان فليمينغ (بالهولندية: Zian Flemming)‏ (1 أغسطس 1998 بأمستردام في هولندا - ) هو لاعب كرة قدم هولندي في مركز الوسط. لعب مع أياكس أمستردام.

## روابط خارجية
- زيان فليمينغ على موقع قاعدة بيانات كرة القدم.إي يو (الإنجليزية)
- زيان فليمينغ على موقع Soccerbase.com (لاعب) (الإنجليزية)
- زيان فليمينغ على موقع Soccerway.com (الإنجليزية)
- زيان فليمينغ على موقع عالم كرة القدم.نت (الإنجليزية)